# جون واتسون (رسام كارتون)
جون واتسون (بالإنجليزية: John Watson)‏ هو رسام كارتون بريطاني، ولد في 1971 في بلاكبول في المملكة المتحدة.

## وصلات خارجية
- الموقع الرسمي